# The Lady or the Tiger?
The Lady or the Tiger? è un album di Robert Fripp e Toyah Willcox pubblicato nel 1986.

## Descrizione
L'album consiste in due favole dell'autore statunitense Frank R. Stockton, The Lady or the Tiger? (1882) e The Discourager of Hesitancy (1885), una per ciascun lato del vinile, lette da Toyah con sottofondo musicale a cura di Fripp e, sul lato B, anche di The League of Crafty Guitarists, ossia sedici allievi del Guitar Craft – i seminari diretti da Fripp stesso – alle chitarre acustiche.
Secondo le note di copertina, la formazione della League – fatta eccezione per un membro qui assente – è la stessa che suonò sull'album Live! pubblicato quasi in contemporanea. La musica del lato B, in parte improvvisata, è intitolata ironicamente: The Encourager of Precipitation, cioè una frase che capovolge semanticamente il titolo della fiaba cui fa da accompagnamento.

## Storia

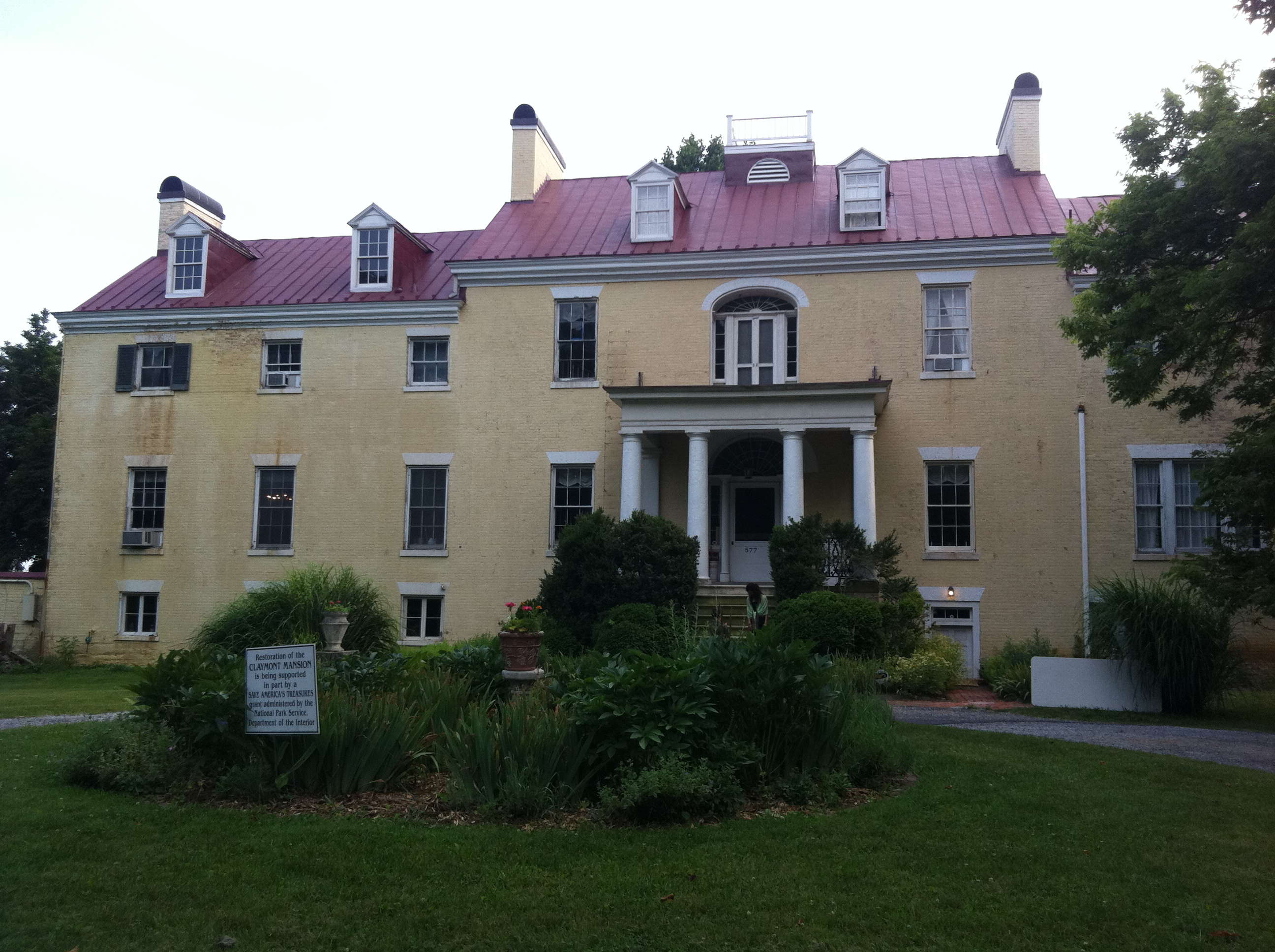
Claymont Court a Charles Town, Virginia Occidentale, dove fu incisa una parte dell'album.

Nell'ottobre 1985 Toyah registrò le due fiabe presso lo studio del produttore Tony Arnold (Arny's Shack) a Poole, nel Dorset, dove Fripp realizzò anche l'accompagnamento presente sul lato A: un nastro di note eseguite alla chitarra elettrica, riprodotto alla rovescia.
The League of Crafty Guitarists registrò invece la musica del lato B in dicembre a Claymont Court, una residenza sita a Charles Town nella Virginia Occidentale, appartenuta allo stesso Stockton nei suoi ultimi anni di vita (1899-1903) e, dopo vari passaggi di proprietà, acquistata nel 1975 dall'American Society for Continuous Education (ASCE), scuola della Quarta Via ispirata agli insegnamenti di Gurdjieff e John G. Bennett, della quale Fripp era presidente all'epoca di quest'album. Claymont Court era divenuta nel frattempo anche sede del Guitar Craft il cui primo seminario si era svolto proprio lì il 25 marzo 1985. Le note specificano infine che l'album fu un'iniziativa di beneficenza a favore di una scuola d'infanzia, anch'essa con sede nella proprietà di Charles Town.
Prima di realizzare quest'album, Toyah e Fripp si erano incrociati, di sfuggita, soltanto una volta. Il lavoro sancì l'inizio della loro unione sentimentale: i due si sarebbero sposati a Witchampton nel Dorset il 16 maggio 1986, più o meno nello stesso periodo in cui questo disco uscì sul mercato.

## Tracce
Lato A
1. The Lady or the Tiger? – 29:48 (testo: Frank Richard Stockton – musica: Robert Fripp)

Lato B
1. The Discourager of Hesitancy / The Encourager of Precipitation (feat. The League of Crafty Guitarists) – 19:13 (testo: Stockton – musica: Fripp, The League of Crafty Guitarists)

## Formazione
- Toyah Willcox — voce narrante
- Robert Fripp — chitarra elettrica (lato A), chitarra acustica (lato B)
- The League of Crafty Guitarists — chitarre acustiche (solo lato B):

Terry Blankenship
Roy Capellaro
Jon Diaz
John Durso
Andrew Essex
Tony Geballe
Claude Gillet
Curt Golden
Mike Gorman
Trey Gunn
Bryan Helm
James Hines III
Danny Howes
John Miley
John Novak
Mark Tomacci